# 엠폴리
엠폴리(이탈리아어: Empoli)는 이탈리아 토스카나주 피렌체현에 있는 코무네다. 피렌체에서 남서쪽으로 약 20km 정도 떨어진 곳에 위치하며, 아르노강이 형성한 평야 지대에 있다. 이 평야는 로마 시대 이후로 농업 용도로 사용되고 있다. 엠폴리는 피렌체에서 피사로 지나가는 중요한 기차선로가 있으며, 시에나로 향하는 분기점도 지녔다.

## 역사
고고학적 유물들로 엠폴리에 로마 제국 초기 시대부터 이미 인류가 정착했음을 밝혀줬으며, 이는 서기 4세기까지 존재했었다. 아르노강은 지역의 특산물인 암포라와 함께 농경물 무역을 이어주는 연결망 역할을 해주었다. 포이팅거 지도에서 4세기의 엠폴리는 피에솔레와 피렌체에서 피사를 연결하는 로마의 가도인 큉크티아 가도(Via Quinctia)에 있는 항구였기에 인 포르투(in portu, 항구안))라고 불렸다. 엠폴리는 또한 볼테라의 소금 연못을 연결하는 살라이올라 가도(Via Salaiola)와도 연결되었다.
8세기 이후로 엠폴리는 엠폴리움(Emporium) 또는 엠폴리스(Empolis)라고 알려진 성곽 마을로 모습을 자리잡았다. 1119년에 구이디 백작의 영지로 흡수 되었다. 1182년에 피렌체의 지배를 받았다. 몬타페르티 전투가 벌어진 1260년 이후, 엠폴리는 피렌체의 멸망을 반대하는 파리나타 데글리 우베르티가 있던 유명 의회의 장소가 되었다.
이후 엠폴리는 중요 요새가 되었으며, 그럼으로 인해 반복해서 침략과 약탈을 당하였다. 1530년에 피렌체 공화국에 멸망하면서 함께 쇠퇴해버렸다.

## 스포츠
엠폴리의 주요 축구팀은 엠폴리 FC이며, 최근까지 세리에 A에 출전하고 있다.

## 자매 도시
- 오스트리아 장크트게오르겐안데어구젠
- 프랑스 오베르빌리에
- 프랑스 브장송
- 스페인 톨레도
- 벨기에 나뮈르